# Шкирман, Михаил Геннадьевич
Михаи́л Генна́дьевич Шки́рман (англ. Miush Shkirman; род. 5 декабря 1970, Россия) — композитор, мультиинструменталист, саунд-продюсер. Известен благодаря саундтрекам к фильмам и сериалам, музыке к спектаклям. Работает в различных музыкальных жанрах, начиная электронной и заканчивая симфонической музыкой.

## Биография
Михаил Геннадьевич Шкирман, родился 5 декабря 1970 года в Ростове-на-Дону. Окончил специализированную школу иностранных языков, одновременно обучался в музыкальной школе. Закончил Ростовскую государственную консерваторию имени С. В. Рахманинова.
В 1998 г выпустил первый альбом, релиз которого состоялся под названием «Нush-Hush» (в России более известен как «Армянский дудук»).
В 2000 году переехал в Москву, начал сотрудничать с кинокомпаниями «ЧБК фильм» и «Радуга» в качестве композитора саундтреков к таким фильмам и сериалам, как «Телохранитель—1» режиссёра В. Фурманова, «18 лун»,«Шутка ангела», «Коси и забивай», режиссёра И. Исламгулова, «Ростов папа», ; написал музыку к спектаклю «Современника» «Сладкоголосая птица юности» режиссёра К. Серебренникова, и к циклу чтецких программ «Уроки русского. Чтение».
Использует в своих композициях характерные этнические тексты и мотивы песен разных народов мира, гармонически стилизируя их тенденциями современной электронной музыки.

## Фильмография
- 2000 — Уроки русского. Чтение
- 2000—2004 — Ростов-папа
- 2002 — Восемнадцать лун
- 2004 — Шутка ангела
- 2004 — Коси и забивай [3]
- 2005 — Слепой—2
- 2006 — Телохранитель—1
- 2009 — Доки

## Дискография
- 1998 — Hush-Hush
- 2007 — Magic eccense
- 2008 — DANCES IN THE UNIVERSE
- 2009 — The People Mahogany
- 2009 — Yasha

## Синглы
Gala 

Malica 

Laces 

Siberia 

Nezhdanna 

I wanna be... (недоступная ссылка) 

La Valce endormie

С.О.Н.